# OnClassical
OnClassical è un'etichetta discografica italiana nata nel 2003.
OnClassical è nota per essere la prima e di fatto l'unica
 e-label dedicata alla musica classica e fra le primissime ad utilizzare licenze Creative Commons, rendendola quindi un'etichetta discografica open source.
Fra le caratteristiche principali dell'etichetta: la sola produzione di musica classica con musicisti premiati in importanti concorsi internazionali, la qualità della presa sonora, la distribuzione via internet della sola musica e quindi la mancanza del supporto fisico del disco (si parla di Album) e delle note di libretto.

## Artisti
L'elenco dei pianisti inclusi nella prima e seconda versione di OnClassical (2003-07) comprende Maurizio Baglini, Roberto Prosseda, Alberto Nosè, Roberto Plano, Alessandra Ammara, Mariangela Vacatello, Yuri Blinov, Leonid Egorov, Rustem Hayroudinoff. Nella versione attuale (la terza a partire dal luglio 2007) rimangono registrazioni di Gianluca Luisi, Giampaolo Stuani, Roberto Poli e altri, mentre alcune incisioni sono state cedute a note etichette estere fra cui Naxos e, spesso in co-esclusiva, Brilliant Classics.
La formazione russo-tedesca dei Don Kosaken Chor, diretta da Wanja Hlibka, ha pubblicato l'unico suo CD con OnClassical.

## Progetti connessi
La musica di OnClassical è parte del progetto Jamendo PRO: l'etichetta italiana ha siglato infatti, con la più nota etichetta lussemburghese, uno speciale accordo

per fornire loro alcuni album ai fini dell'utilizzo commerciale della recente piattaforma PRO.
Dal 2010 l'etichetta sta proponendo l'integrale delle opere chopiniane con il pianista italo-americano Roberto Poli.
Dal 2011 produce, in collaborazione con Brilliant Classics, la colossale omnia pre-bachiana per clavicembalo e organo che comprende Dietrich Buxtehude, Georg Böhm, Johann Adam Reincken, Johann Gottfried Walther. Interprete dell'intera serie è il barocchista toscano Simone Stella.
OnClassical è distribuita in digitale da Naxos of America.